# Vierbannen
Vierbannen (51° 45′ N, 4° 55′ L) é uma cidade dos Países Baixos, na província de Brabante do Norte. Vierbannen pertence ao município de Werkendam, e está situada a 11 km, a sul de Gorinchem.
A área de Vierbannen, que também inclui as partes periféricas da cidade, bem como a zona rural circundante, tem uma população estimada em 240 habitantes.